# 观兴镇
观兴乡，是中华人民共和国四川省泸州市叙永县下辖的一个乡镇级行政单位。

## 行政区划
观兴乡下辖以下地区：
观兴社区、河坝村、沙田村、山关村、海水村、坝上村、奇峰村、光华村、长坝村、普兴村和骑龙村。